# Neuve-Église
Neuve-Église là một xã thuộc tỉnh Bas-Rhin trong vùng Grand Est đông bắc Pháp.